# Diner 다이너
Diner 다이너(Diner ダイナー)는 일본에서 제작된 니나가와 미카 감독의 2019년 액션, 서스펜스 영화이다. 후지와라 타츠야 등이 주연으로 출연하였다.

## 출연

### 주연
- 후지와라 타츠야
- 타마시로 티나
- 쿠보타 마사타카
- 혼고 카나타

### 조연
- 다케다 신지